# 聖尼古拉斯主教座堂 (埃爾布隆格)

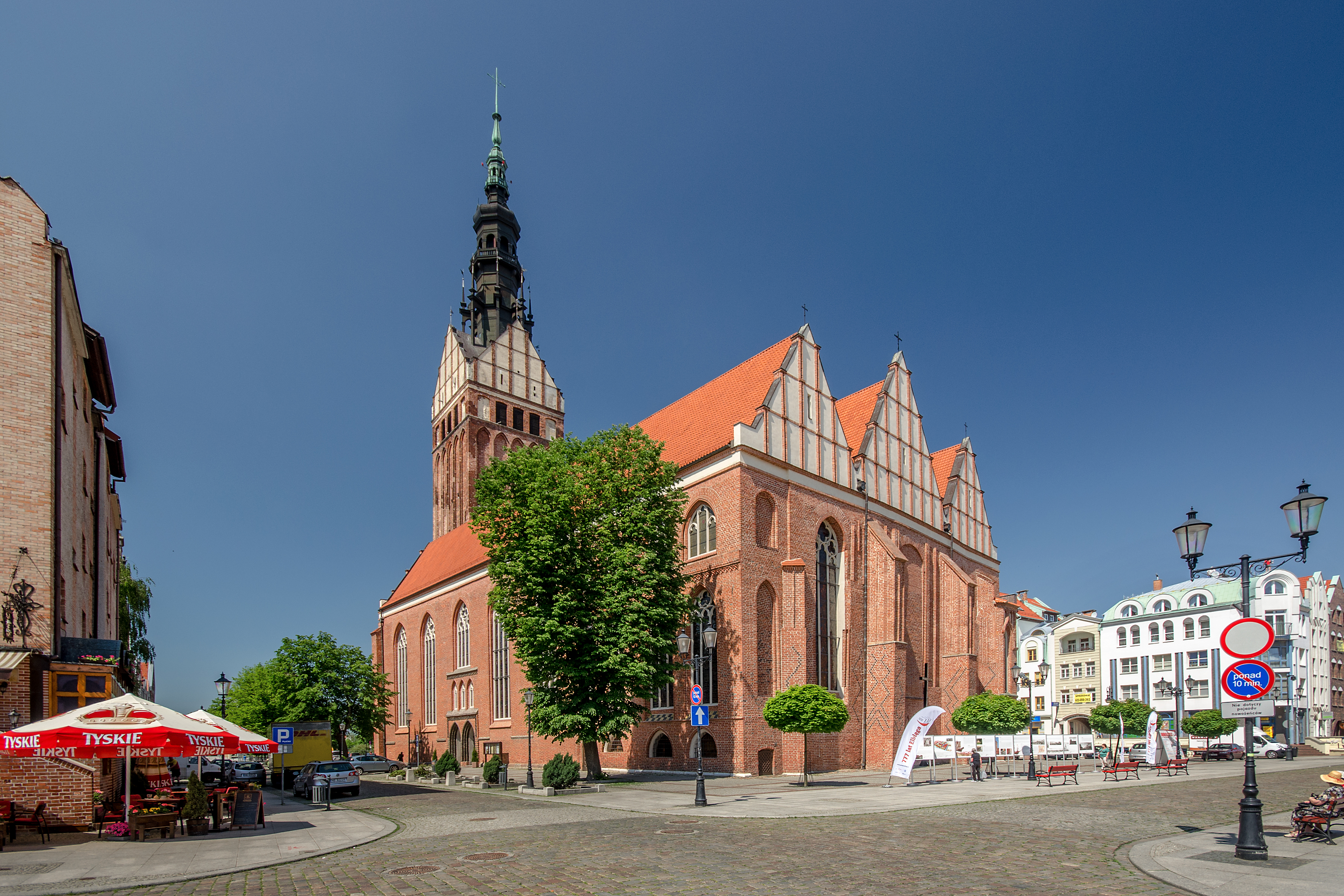
聖尼古拉斯主教座堂

聖尼古拉斯主教座堂（St. Nicholas Cathedral）是波蘭城市埃爾布隆格的一座教堂，修建於13世紀，外觀為哥特式建築。在18世紀後期的大火和第二次世界大戰中，該教堂曾經受損。戰後教堂得到修復。1992年，這座教堂升格為主教座堂。
54°09′30″N 19°23′42″E / 54.15833°N 19.39500°E